# Reino Kangasmäki
Reino Kangasmäki (né le 2 juillet 1916 et mort le 26 septembre 2010) est un lutteur finlandais spécialiste de la lutte gréco-romaine. 

## Biographie
Reino Kangasmäki participe aux Jeux olympiques d'été de 1948 et combat dans la catégorie des poids mouches en lutte gréco-romaine. Il y remporte la médaille de bronze.

## Palmarès

### Jeux olympiques
- Jeux olympiques de 1948 à Londres,  Royaume-Uni
  -  Médaille de bronze.